# حفل توزيع جوائز الأوسكار الرابع والأربعون
حفل توزيع جوائز الأوسكار الرابع والأربعون (بالإنجليزية: 44th Academy Awards)‏ هو حدث نظمته أكاديمية فنون وعلوم الصور المتحركة لتكريم أفضل الأفلام لسنة 1971. أقيم الحفل بتاريخ 10 أبريل، 1972 في جناح دوروثي تشاندلر، لوس أنجلوس. قامت شبكة هيئة الإذاعة الوطنية ببثّ الحفل، وقدّمه هيلين هيز، ألان كينغ، سامي ديفيس الابن، جاك ليمون. في هذه الدورة، فاز فيلم الرابط الفرنسي بجائزة أفضل فيلم، وحاز الممثّل جين هاكمان على جائزة أفضل ممثّل، ونالت الممثلة جين فوندا جائزة أفضل ممثّلةٍ، وكانت جائزة الأوسكار لأفضل مخرج من نصيب المخرج وليام فريدكن.
أكثر الأفلام ترشيحاً للحصول على جوائز كان فيلم عازف الكمان على السقف، وفيلم الرابط الفرنسي، وآخر عرض صور حيث تلقّى كلٌّ منهما 8 ترشيحات، بينما أكثرها فوزاً كان فيلم الرابط الفرنسي حيث فاز بـ 5 جوائز.

## الجوائز
- جائزة أفضل فيلم:

الرابط الفرنسي
- جائزة أفضل مخرج:

وليام فريدكن
- جائزة أفضل ممثّل:

جين هاكمان
- جائزة أفضل ممثّلة:

جين فوندا
- جائزة أفضل ممثّل مساعد:

بن جونسون
- جائزة أفضل ممثّلة مساعدة:

كلوريس ليتشمان
- جائزة أفضل سيناريو مقتبس:

الرابط الفرنسي
- جائزة أفضل موسيقى تصويريّة:

عازف الكمان على السقف وصيف 42
- جائزة أفضل تأثيرات بصريّة:

مقابض السرير وعصي المكنسة
- جائزة أفضل خلط أصوات:

عازف الكمان على السقف

## وصلات خارجية
- حفل توزيع جوائز الأوسكار الرابع والأربعون على موقع IMDb (الإنجليزية)
- حفل توزيع جوائز الأوسكار الرابع والأربعون على موقع ميوزك برينز (الإنجليزية)
- الموقع الرسمي لجوائز الأكاديمية.
- الموقع الرسمي لأكاديمية فنون وعلوم الصور المتحركة.
- قناة جوائز الأوسكار على موقع يوتيوب (تُديره أكاديمية فنون وعلوم الصور المتحركة).
- مقتطفات فيديو من أكاديمية فنون وعلوم الصور المتحركة.